# Guida di Fiume
Guida di Fiume: con una pianta della Città turistički je vodič po gradu Rijeci poznatoga njemačkog izdavača, knjižara i autora turističkih vodiča Lea Woerla. Izdavačku kuću osnovao je 1866. u Würzburgu, a kasnije i u Beču. Od 1878. izdavao je putne vodiče. Vodič Guida di Fiume pruža osnovne informacije o gradu Rijeci, a osim plana grada sadrži i karte željezničkih pruga Italije, Štajerske, Koruške, Kranjske i Primorske regije. 
Digitalizirani primjerak koji se čuva u Baštinskoj zbirci Sveučilišne knjižnice Rijeka odražava stanje fizičkog primjerka. 

## Vanjske poveznice
- Digitalizirani primjerak Sveučilišne knjižnice Rijeka